# سمر الحمود
سمر جابر الحمود طبيبة استشارية سعودية مُختصة في جراحة القولون والمستقيم، ورئيس لجنة تحكيم الأبحاث العلمية في الوكالة الدولية لبحوث السرطان التابعة لمنظمة الصحة العالمية. واستاذ مشارك في جامعة الفيصل.

## مسيرتها العلمية
اتمت دراستها في كلية الطب في جامعة الملك سعود، ثم التحقت ببرنامج الإقامة للجراحة العامة في مستشفى الملك فيصل التخصصي ومركز الأبحاث في الرياض. بعد حصولها على البورد السعودي، ابُتعثت عام 2002 إلى بريطانيا لإكمال التخصص الدقيق في جراحة القولون والمستقيم في مستشفى سانت مارك، حيث تُعد الحمود أول جراحة سعودية مختصة في جراحة القولون والمستقيم. حصلت على شهادة الزمالة من الجمعية الأمريكية والجمعية الأوروبية لجراحة القولون والمستقيم.
شغلت عدة مناصب خلال مسيرتها، منها مدير برنامج تدريب الأطباء المقيمين في تخصص الجراحة العامة. وأستاذ مشارك في جامعة الفيصل. واستشاري جراحة فخري زائر في مستشفى سانت مارك البريطاني. عضو المجلس الاستشاري في المركز الخليجي للوقاية من السرطان، ومؤسسة «جمعية الجراحات السعوديات».
في عام 2017، تم اختيار الحمود من بين 23 خبيرًا رائدًا في العالم لصياغة دليل IARC حول فحص سرطان القولون والمستقيم، والذي تم نشر ملخصه عام 2018 في مجلة نيو إنجلاند الطبية (NEJM)، واحدة من المجلات الطبية الأكثر شهرة.
تُعتبر الحمود أول شخصية من الشرق الأوسط تشغل منصب رئيس لجنة رئيس لجنة تحكيم الأبحاث العلمية في الوكالة الدولية لبحوث السرطان التابعة لمنظمة الصحة العالمية  وأول سعودية تصبح عضو في  «لجنة معايير الفحص المبكر سرطان القولون».
قلدها الملك سلمان عام 2019 بوسام الملك عبد العزيز من الدرجة الأولى، نظير اسهامتها العلمية.